# Друйська волость (Дісненський повіт)
Дру́йська во́лость — історична адміністративно-територіальна одиниця Дісненського повіту Віленської губернії.
Станом на 1886 рік складалася з 86 поселень, 15 сільських громад. Населення — 2733 осіб (1361 чоловічої статі та 1372 — жіночої), 402 дворових господарств.
|                     | Площа, десятин | У тому числі орної, дес. |
| ------------------- | -------------- | ------------------------ |
| Сільських громад    | 3777           | 1971                     |
| Приватної власності | 17994          | 10500                    |
| Казенної власності  | —              | —                        |
| Іншої власності     | 70             | —                        |
| Загалом             | 17178          | 9178                     |

Найбільше поселення волості:
- Милашеве — село при озері Пделто за 40 верст від повітового міста, 151 особа, 11 дворів, школа, лавка.